# 퓌르메런트

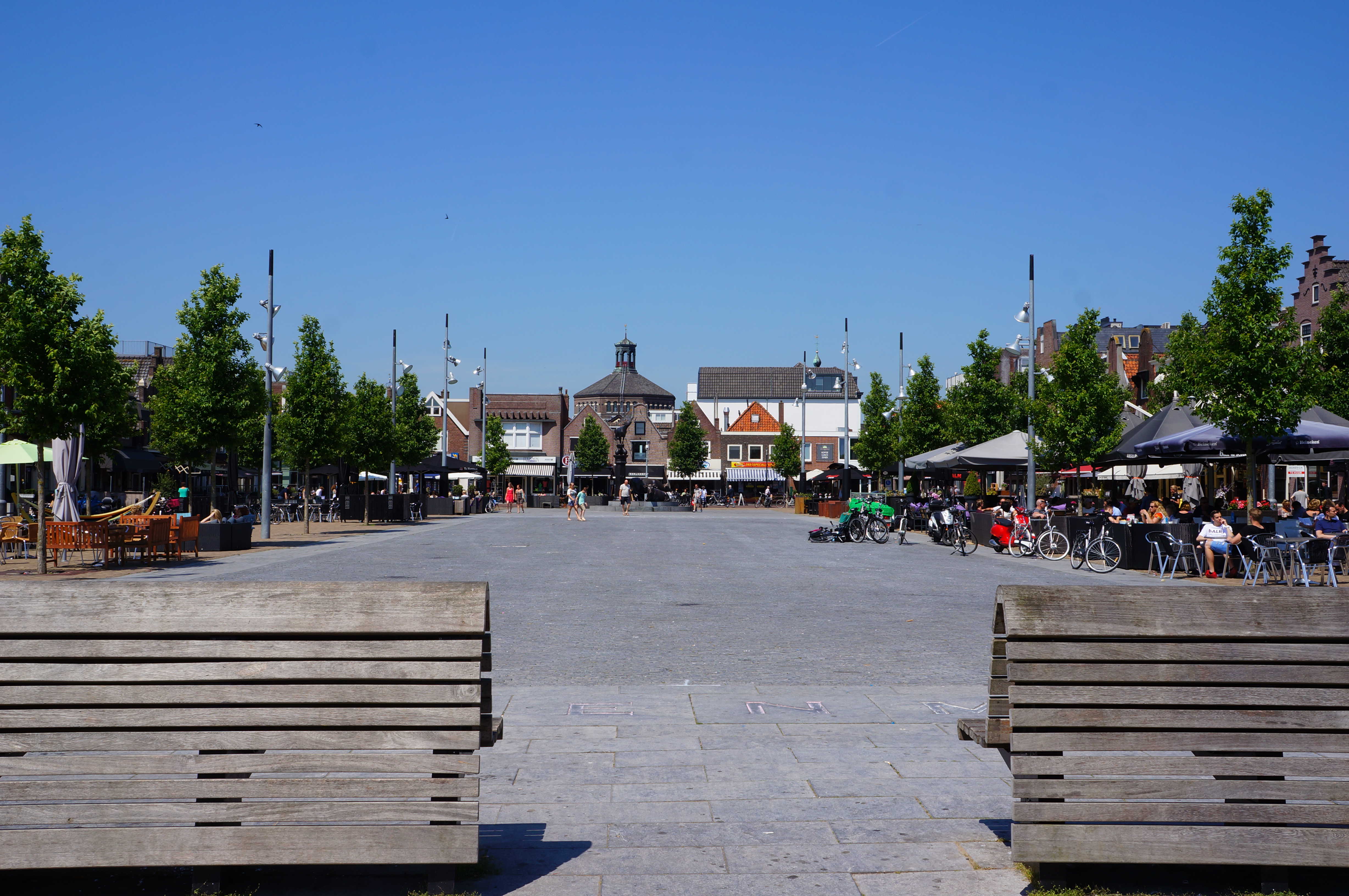
퓌르메런트

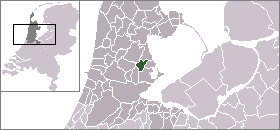
퓌르메런트의 위치

퓌르메런트(네덜란드어: Purmerend)는 네덜란드 노르트홀란트주의 도시로 면적은 24.56km2, 높이는 0m, 인구는 79,532명(2014년 5월 기준), 인구 밀도는 3,400명/km2이다.

시기
시 문장